# Marie Meyer
Marie Meyer (17 de enero de 1899-Hot Springs, 24 de mayo de 1956), más tarde Marie Meyer Fower, fue una piloto estadounidense que dirigió el Marie Meyer Flying Circus en los Estados Unidos en la década de 1920. Era piloto, caminante sobre alas y paracaidista. Compitió en carreras aéreas internacionales tanto en St. Louis como en Dayton.

## Primeros años de vida
Marie Meyer nació en Illinois el 17 de enero de 1899. Poco después, sus padres, John y Dora Meyer, se mudaron a St. Louis, Missouri. Después de graduarse de la escuela secundaria, Marie trabajó en una tienda y ahorró dinero para las lecciones de vuelo. Aprendió a volar con William B. Robertson, quien abrió una escuela de vuelo en 1918 en St. Louis Flying Field. St. Louis fue una de las pocas ciudades de los Estados Unidos que tenía un aeródromo civil. Meyer completó su última hora de práctica de vuelo en 1921, en la Feria Estatal de Sedalia.

## Carrera

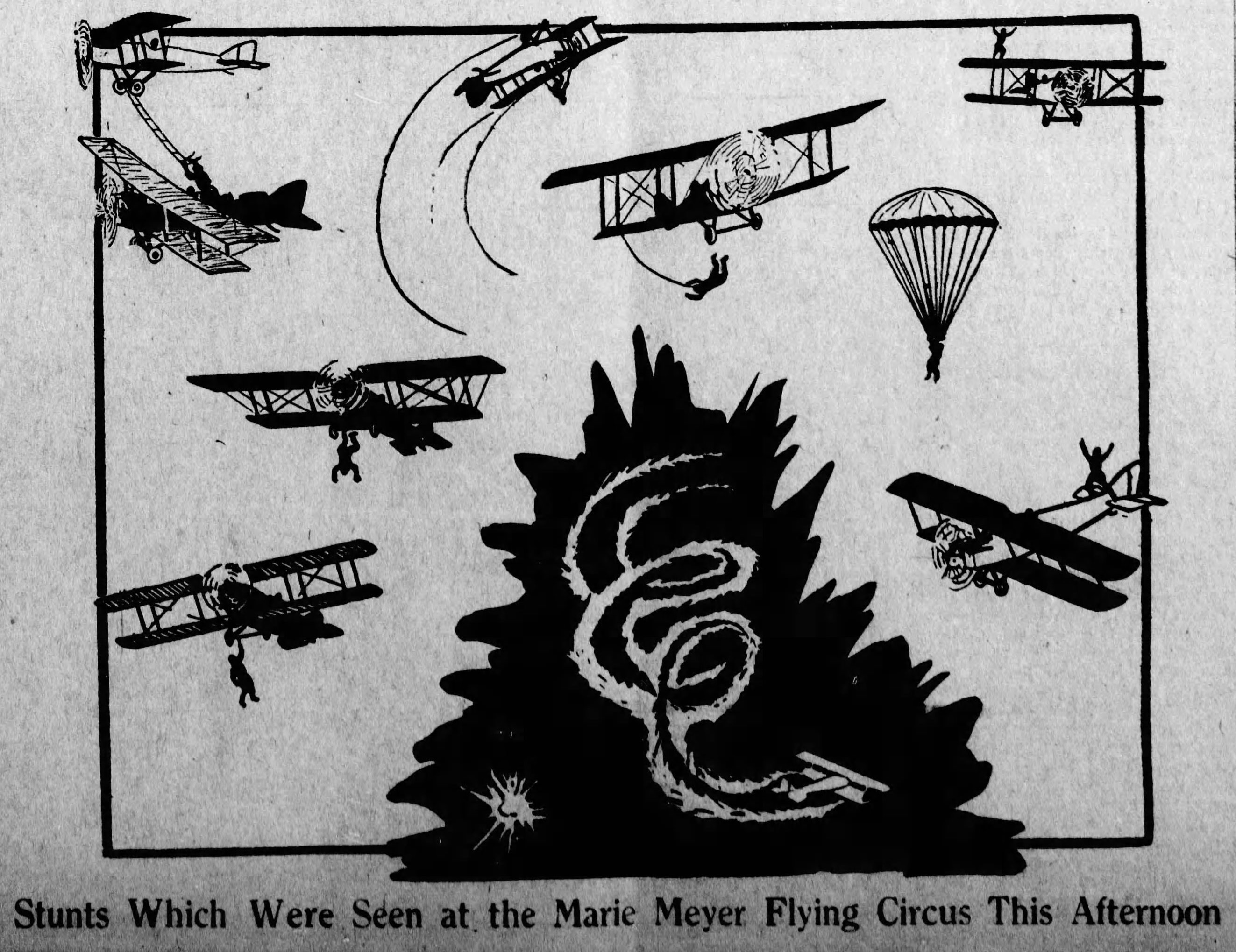
Acrobacias que se vieron en el Marie Meyer Flying Circus, 1924.

En 1922, Marie había obtenido su licencia de piloto, compró uno de los «Jennies» de entrenamiento que estaba vendiendo el ejército de los EE. UU. y formó el Circo Volador Marie Meyer. El Circo Volador Marie Meyer actuó en ferias estatales en todo el Medio Oeste de Estados Unidos. Sus pilotos incluyeron a Charles Lee Fower, Joe Hammer, Jimmie Donohue, John Hunter, Joe Lawrence, Frank Dunn, e incluso Charles Lindbergh durante sus días de tormenta. En un momento, el futuro científico de la NASA, Robert T. Jones, trabajó para Marie Meyer Flying Circus. Tomó lecciones de vuelo a cambio de realizar trabajos de mantenimiento de ingeniería, «llevar gasolina y reparar las puntas de las alas». Marie logró obtener patrocinios de compañías como Flint Automobiles y Texaco Oil and Gas, quienes se asociaron con ella en publicidad. Empresas como la Compañía Petrolera del Condado de Jefferson donaron petróleo y gas para eventos.
Marie Meyer actuó como piloto, caminante sobre alas y paracaidista. Las acrobacias que realizó incluyeron pararse en el ala superior del biplano mientras giraba, a veces mientras sostenía una cuerda y, a veces, con los pies metidos en los estribos para poder saludar a la audiencia. Otro truco fue saltar desde el ala inferior del avión usando un paracaídas. Meyer también contrató a Elbert «Bertie» Brooks, un trapecista, para que actuara colgado debajo del avión.

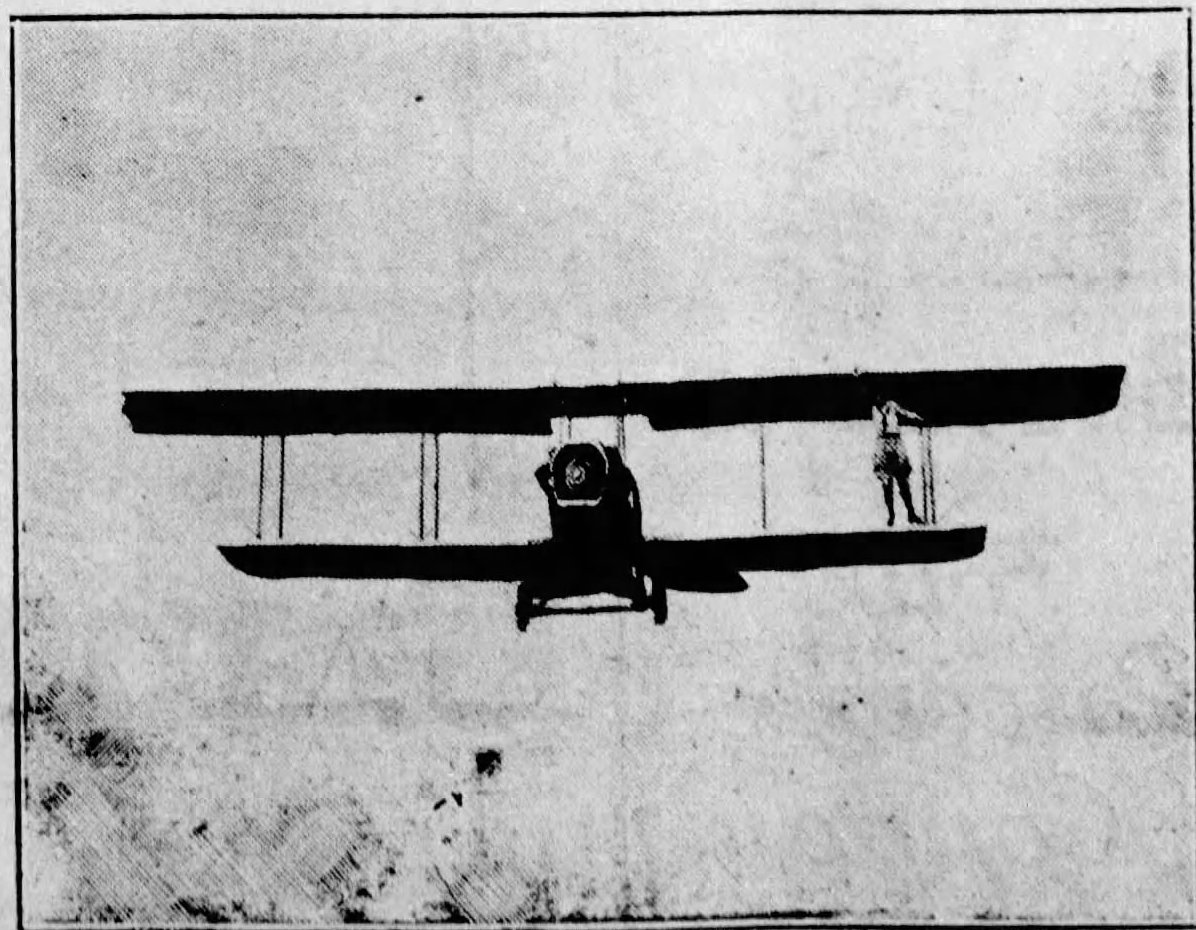
Marie en el ala inferior, 1924.
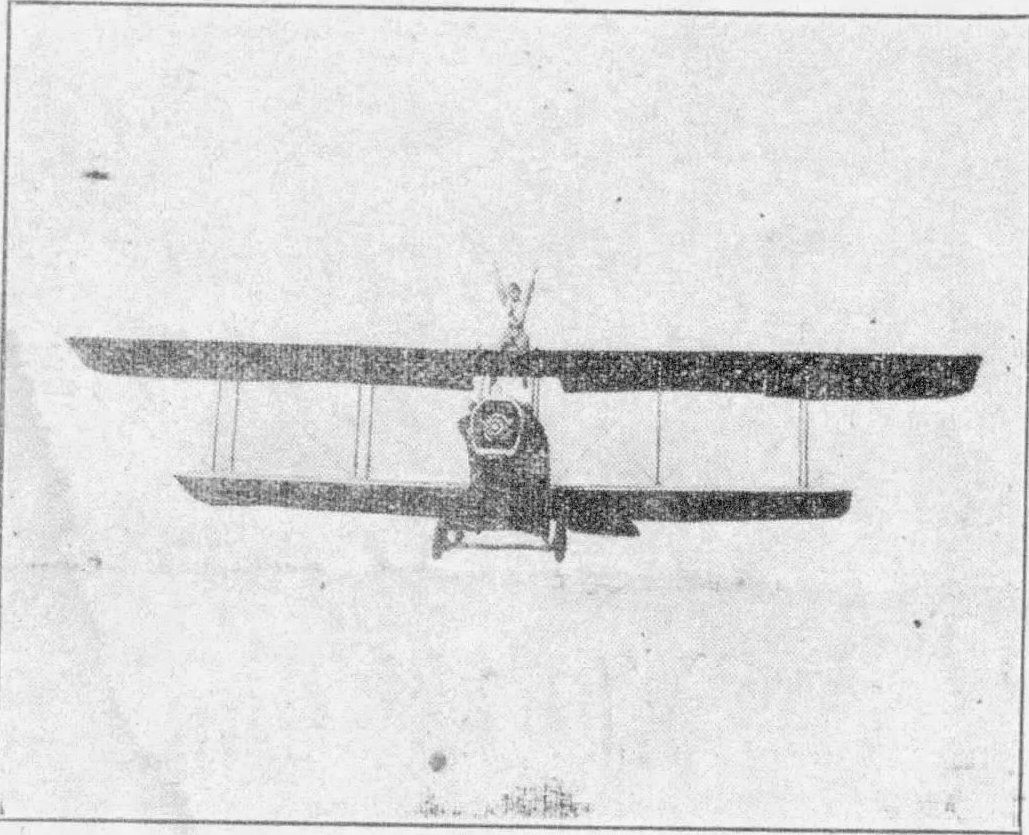
Marie en el ala superior, 1924.
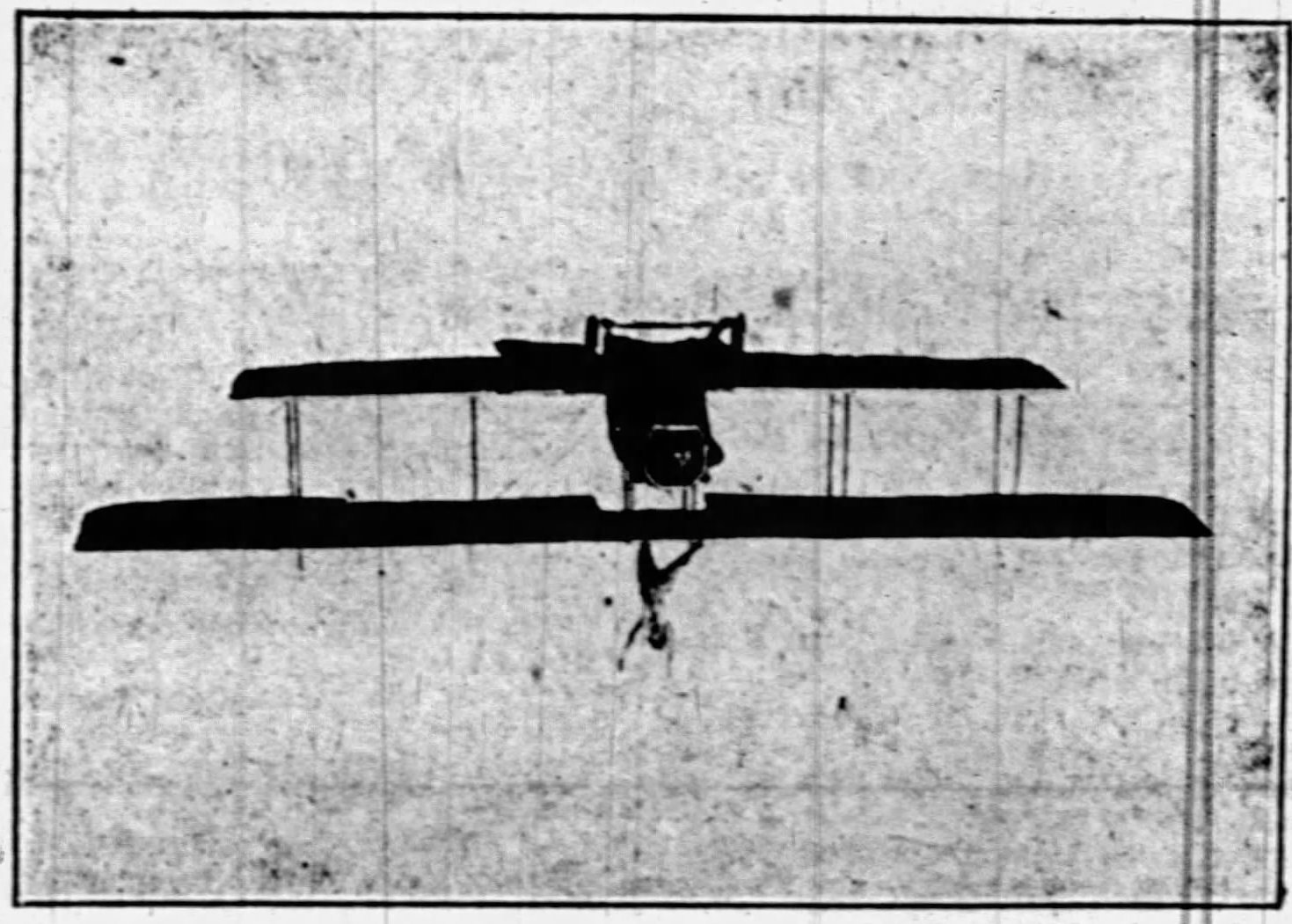
Marie haciendo un bucle, 1925.
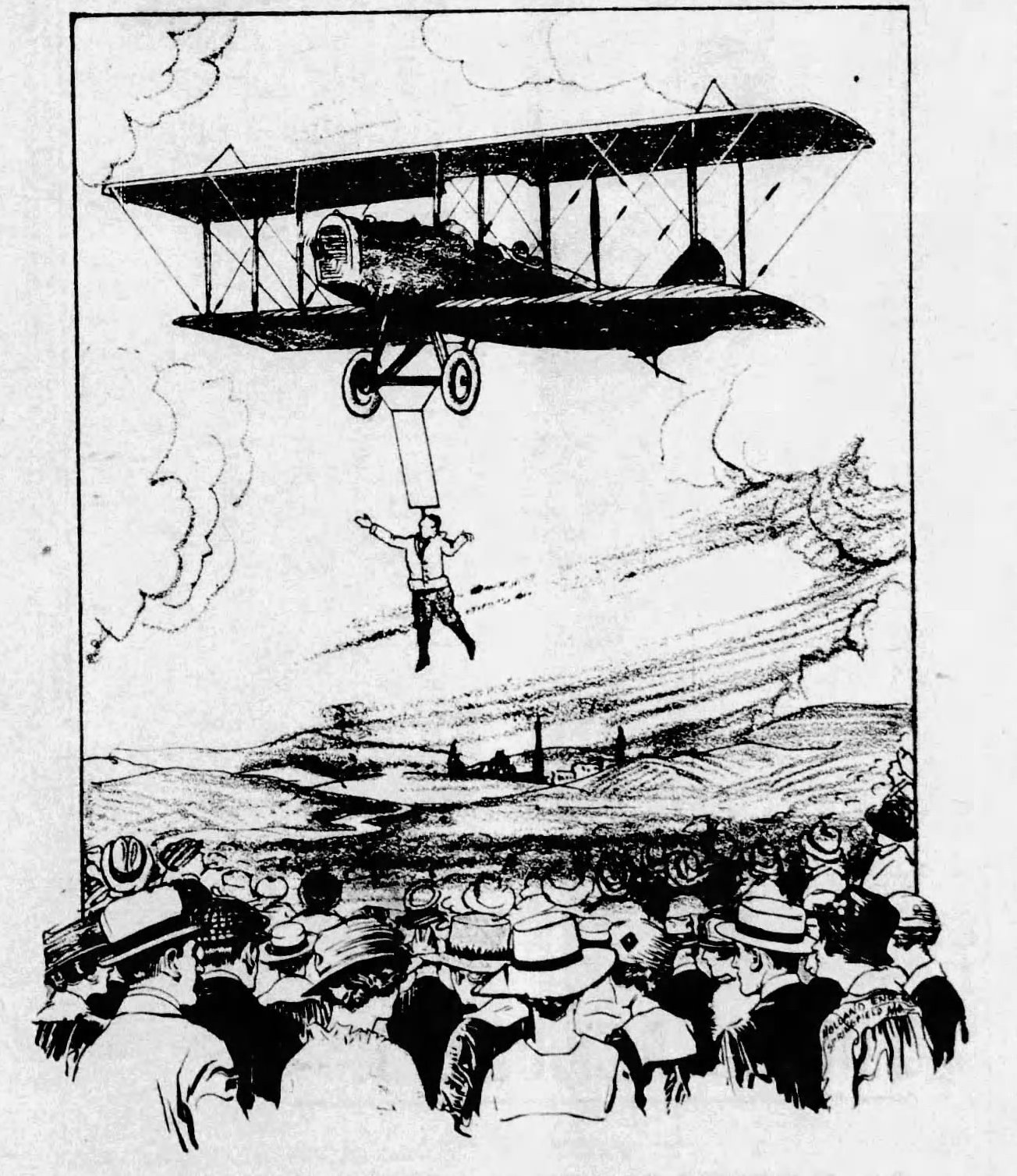
Caricatura del trapecista «Bertie» Brooks, 1924.

En 1924, el Marie Meyer Flying Circus realizó una actuación benéfica en nombre del aeródromo de St. Louis. Para promocionar el evento, el St. Louis Flying Club le pidió a Marie que se subiera a su avión mientras volaba por una calle del centro de St. Louis, entre edificios. El Consejo de Seguridad de St. Louis protestó porque tal truco sería demasiado peligroso, pero los planificadores siguieron adelante. El truco estaba planeado para la hora del almuerzo el 24 de junio de 1924, pero las condiciones de vuelo ese día eran terribles. A la 1:30 pm Charles Fower finalmente voló el avión calle abajo. Marie Meyer pudo mantenerse erguida brevemente, sosteniendo una cuerda, pero tuvo que volver a caer sobre el ala debido a las ráfagas de viento. El avión se acercó peligrosamente a la parte superior del edificio de Intercambio de Ferrocarriles.: 34–35  Años más tarde, Meyer le dijo a un reportero:: 34–35 

«Nunca tuvimos un accidente, ni perdimos una vida con el circo, pero nadie sabrá lo cerca que estuvimos de terminar todo ese día... ¡Sin embargo, les dimos un espectáculo!»: 34–35 

En 1924, Marie Meyer se casó con el piloto de acrobacias Charles Lee Fower. Fower nació en Macon, Misuri el 23 de diciembre de 1894. El Circo Volador de Marie Meyer siguió funcionando hasta 1928 o 1929. Volar se estaba volviendo menos novedoso para los espectadores, las acrobacias estaban más reguladas y poseer y operar aviones se estaba volviendo más costoso. En 1929, el circo se había reducido a su último Standard J-1.
Marie y su esposo se mudaron a Macon, donde administraron varios negocios que reflejaban las tendencias de la época. Fower Oil Company satisfizo la necesidad de gasolina para automóviles cada vez más populares, mientras que Louie's Sweet Shop aprovechó la disponibilidad de electricidad para servir refrescos y helados. Se quedaron con uno de sus aviones y compraron una granja en las afueras de la ciudad, donde construyeron una pista de aterrizaje privada. En 1965, Charles Fower donó la pista de aterrizaje a la ciudad. Se convirtió en el aeropuerto Macon Fower Memorial.
Marie Meyer y Charles Fower fueron honrados en 1953 por el Capítulo de St. Louis de la Academia Nacional de Aviación (NAA) por «contribuir materialmente al progreso de la aviación al mostrar fe en el futuro del vuelo propulsado durante los albores de la era del aire».
Marie murió en un accidente automovilístico en Hot Springs, Arkansas el 24 de mayo de 1956, mientras viajaba con amigos. Charles murió el 2 de febrero de 1967. Están enterrados en el cementerio Woodlawn en Macon.